# Liste in Syrien vorhandener Dampflokomotiven
Dies ist eine Liste erhaltener Dampflokomotiven auf dem Gebiet von Syrien.

## Lokomotiven mit Regelspur 1435 mm/56.5"
| Foto | Nummer oder Name | Bauart / Achsfolge | Hersteller            | Fabrik-nr. | Baujahr | Historie | Eigentümer / Betreiber / Strecke | Bemerkungen |
| ---- | ---------------- | ------------------ | --------------------- | ---------- | ------- | -------- | -------------------------------- | ----------- |
|      | CFS No. 030-159  | C                  | Esslingen (Esslingen) | 2490       | 1891    |          | Latakia Station                  | [ 1 ]       |
|      | CFS No. 040-452  | D                  | Vulkan                | 2494       | 1909    |          | Jibrin Workshops, Halab          | [ 2 ]       |
|      | CFS No. 040-460  | D                  | ?                     |            |         |          | CFS HQ                           | [ 3 ]       |
|      | CFS No. 040-???  | D                  | ?                     |            |         |          | CFS HQ                           | [ 4 ]       |

## Lokomotiven mit 1050 mm
| Foto | Nummer oder Name                  | Bauart / Achsfolge | Hersteller           | Fabrik-nr. | Baujahr | Historie | Eigentümer / Betreiber / Strecke | Bemerkungen                                            |
| ---- | --------------------------------- | ------------------ | -------------------- | ---------- | ------- | -------- | -------------------------------- | ------------------------------------------------------ |
|      | CFH No. 95                        | 1’D1’              | Hartmann             | 4033       | 1918    |          | Cadem Works                      | [ 5 ]                                                  |
|      | CFH No. 107                       | 1’D                | Hartmann             | 3466       | 1910    |          | Cadem Works                      | [ 6 ]                                                  |
|      | CFH No. 160                       | 1’D                | Borsig, Berlin-Tegel | 9009       | 1914    |          | Cadem Works                      | [ 7 ]                                                  |
|      | CFH No. 263                       | 1’D1’              | Hartmann             | 4032       | 1918    |          | Cadem Works                      | [ 8 ]                                                  |
|      | CFH No. 34                        | C                  | Hohenzollern         | 2399       | 1908    |          | Cadem Works                      | [ 9 ]                                                  |
|      | CFH No. 35                        | C                  | Hohenzollern         | 2400       | 1908    |          | Cadem Works                      | [ 10 ]                                                 |
|      | CFH No. 37                        | C                  | Hohenzollern         | 2402       | 1908    |          | Cadem Works                      | [ 11 ]                                                 |
|      | CDS (ex DHP) No. 751              | 1’C                | SLM (Winterthur)     | 851        | 1894    |          | El Hame Station                  | [ 12 ]                                                 |
|      | CDS (ex DHP) No. 752              | 1’C                | SLM (Winterthur)     | 852        | 1894    |          | Cadem Works                      | [ 13 ]                                                 |
|      | CDS (ex DHP) No. 753              | 1’C                | SLM (Winterthur)     | 853        | 1894    |          | Cadem Works                      | [ 14 ]                                                 |
|      | CDS (ex DHP) No. 754              | 1’C                | SLM (Winterthur)     | 854        | 1894    |          | El Hame Station                  | [ 15 ]                                                 |
|      | CDS (ex DHP) No. 755              | 1’C                | SLM (Winterthur)     | 855        | 1894    |          | El Hame Station                  | [ 16 ]                                                 |
|      | CDS (ex DHP) No. 803              | Czz1' n4t          | SLM (Winterthur)     | 843        | 1894    |          | Cadem Works                      | [ 17 ]                                                 |
|      | CDS (ex DHP) No. 804              | Czz1' n4t          | SLM (Winterthur)     | 844        | 1894    |          | Cadem Works                      | [ 18 ]                                                 |
|      | CDS (ex DHP) No. 805              | Czz1' n4t          | SLM (Winterthur)     | 845        | 1894    |          | Cadem Works                      | Die abgebildete Lokomotive trägt das Schild SLM 985/96 |
|      | CFH No. 90                        | 1’D                | Hartmann             | 3039       | 1907    |          | Cadem Works                      | [ 20 ]                                                 |
|      | CFH (Hedjaz Railway) No. 91 (38)  | 1’D                | Hartmann             | 3040       | 1907    |          | Cadem Works                      | [ 21 ]                                                 |
|      | CFH No. 93                        | 1’D                | Hartmann             | 3042       | 1907    |          | Cadem Works                      | [ 22 ]                                                 |
|      | CDS (Hedjaz Railway) No. 961 (61) | B'B2               | Hartmann             | 3000       | 1896    |          | Cadem Works                      | [ 23 ]                                                 |
|      | CDS (Hedjaz Railway) No. 962 (62) | B'B2               | Hartmann             | 3000       | 1906    |          | Cadem Works                      | [ 24 ]                                                 |
|      | CFH No. 33                        | C                  | Hohenzollern         | 1904       | 1905    |          | Cadem Works                      | [ 25 ]                                                 |
|      | CFH No. 61                        | 1’C                | Arnold Jung          |            | 1906    |          | Cadem Works                      | [ 26 ]                                                 |
|      | CFH No. 259                       | 1’D1’              | Hartmann             | 4028       | 1918    |          | Cadem Works                      | [ 27 ]                                                 |
|      | CFH No. 62 (32)                   | 1’C                | Arnold Jung          | 966        | 1906    |          | Old Al Hijaz Railway Station     | [ 28 ]                                                 |
|      | CFH No. 66 (47)                   | 1’C                | Arnold Jung          | 987        | 1907    |          | Der'a-Bosra Shed                 | [ 29 ]                                                 |
|      | CFH No. 260                       | 1’D1’              | Hartmann             | 4029       | 1918    |          | Der'a-Bosra Shed                 | [ 30 ]                                                 |
|      | Hedjaz No. 262                    | 1’D1’              | Hartmann             | 4031       | 1918    |          | Der'a-Bosra Shed                 | [ 31 ]                                                 |
|      | Hedjaz No. 161                    | 1’D                | Borsig, Berlin-Tegel |            | 1914    |          | Der'a-Bosra Shed                 | [ 32 ]                                                 |
|      | Hedjaz No. 162                    | 1’D                | Borsig, Berlin-Tegel | 9011       | 1914    |          | Der'a-Bosra Shed                 | [ 33 ]                                                 |
|      | Hedjaz No. 69 (32)                | 1’C                | Arnold Jung          | 965        | 1906    |          | Muzeirib Lakeside                | [ 34 ]                                                 |